# Fjodor Raskolnikov

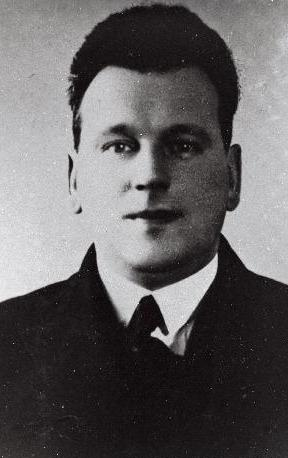
Fjodor Raskolnikov koncem 20. let 20. století

Fjodor Fjodorovič Raskolnikov (28. leden 1892, Petrohrad, Rusko – 12. září 1939, Nice, Francie), vlastním jménem Fjodor Iljin, patřil k ruským bolševikům, účastnil se říjnové revoluce v roce 1917, byl velitelem v ruské občanské válce. Později pracoval jako sovětský diplomat. V srpnu 1939 napsal Otevřený dopis Stalinovi, o měsíc později zemřel. Podle historika Roje Medveděva mohli za jeho smrtí stát agenti NKVD.
Pseudonym si pravděpodobně zvolil podle postavy Rodiona Romanoviče Raskolnikova z románu F. M. Dostojevského Zločin a trest.

## Život
Narodil se jako nemanželské dítě, jeho matkou byla dcera generála, otcem pravoslavný kněz. Studoval na univerzitě v Petrohradě. V roce 1910 se stal členem bolševické frakce Ruské sociálně demokratické dělnické strany. V roce 1917 byl poslán do Kronštadtu, kde editoval noviny Hlas pravdy (pod tímto jménem vycházela tehdy zakázaná Pravda). Téhož roku se stal účastníkem vzpoury námořníků a byl zatčen vojáky loajálními k prozatímní vládě, propuštěn byl několik dní před vypuknutím říjnové revoluce.
Poté byl zvolen do Ústavodárného shromáždění, v červenci 1918 byl poslán na východní frontu, v září velel jednotkám 5. armády v bitvě o Kazaň. Téhož roku se oženil s ruskou spisovatelkou Larisou Reisnerovou.
Začátkem roku 1919 byl zajat Brity. V květnu 1919 byl propuštěn výměnou za 17 britských zajatců a stal se velitelem Kaspické flotily. Později velel Baltské flotile, po vypuknutí Kronštadtského povstání v březnu 1921 byl z funkce odvolán.
Poté se stal velvyslancem v Afghánistánu a dále zástupcem Sovětského svazu v Estonsku, Dánsku a Bulharsku. V březnu 1938 byl povolán zpět do Moskvy – v obavách o svou budoucnost se odmítl vrátit. S druhou manželkou Múzou Canivézovou a dcerou odjel do Francie.
Dnem 17. srpna 1939 je datován jeho Otevřený dopis Stalinovi. Do měsíce zemřel. Příčinou mohla být těžká nemoc, podle historika Roje Medveděva však za jeho smrt mohli být zodpovědní agenti NKVD, kteří proti němu připravovali „důkazy“, že byl spojencem Trockého.
Emigrantské noviny Novaja Rossija Raskolnikův dopis Stalinovi otiskly až po jeho smrti 1. října 1939, v Sovětském svazu byl zveřejněn až v době glasnosti za Michaila Gorbačova.
V roce 1963 byl Raskolnikov posmrtně rehabilitován.

## Z dopisu Stalinovi
- „Zahájil jste novou etapu, která vejde do dějin naší revoluce jako ‚epocha teroru‘. Nikdo v Sovětském svazu se necítí v bezpečí. Nikdo, když jde spát, neví, zda nebude do rána zatčen. Pro nikoho není slitování. Vinný i nevinný, hrdina Říjnové revoluce nebo nepřítel revoluce, starý bolševik nebo nestraník, kolchozní rolník nebo velvyslanec, lidový komisař nebo dělník, inteligent i maršál Sovětského svazu – všichni jsou stejně vystaveni vašemu biči, všichni se točí na ďábelském krvavém kolotoči.“

- „Zničil jste Leninovu stranu a na jejích kostech jste vybudoval novou ‚stranu Lenina a Stalina‘, která slouží jako pohodlná zástěrka vaší samovlády. Vytvořil jste ji nikoli na základě společného programu a taktiky, ale na bezideovém základě osobní lásky a věrnosti k vám... Souhlas s programem strany je zaměněn s vyznáním lásky ke Stalinovi.“

- „Ve všech propočtech své zahraniční i vnitřní politiky nevycházíte z lásky k vlasti, která je vám cizí, ale ze zvířecího strachu, že ztratíte osobní moc.“[1]